# Чачич (правитель)
Чачич (майя Сh'a...; 8 августа 422 — предп. 487) — правитель Баакульского царства со столицей в Лакам-Ха (Паленке) с 9 августа 435 по 487 год.

## Биография
Чачич является преемником Кук-Балама I, он пришёл к власти 9 августа 435 года, в возрасте 13 лет, правив 52 года.
Основные биографические данные:
- Родился: 8.19.6.8.8 11 Lamat 6 Xul (8 августа 422).
- Воцарился: 8.19.19.11.17 2 Kaban 10 Xul (9 августа 435)[комментарий 1].

Дата смерти Чачича неизвестна, но его преемник Буцах-Сак-Чик воцарился 9.2.12.6.18 3 Etzʼnab 11 Xul (29 июля 487 года), поэтому вероятно что он умер незадолго до этой даты.

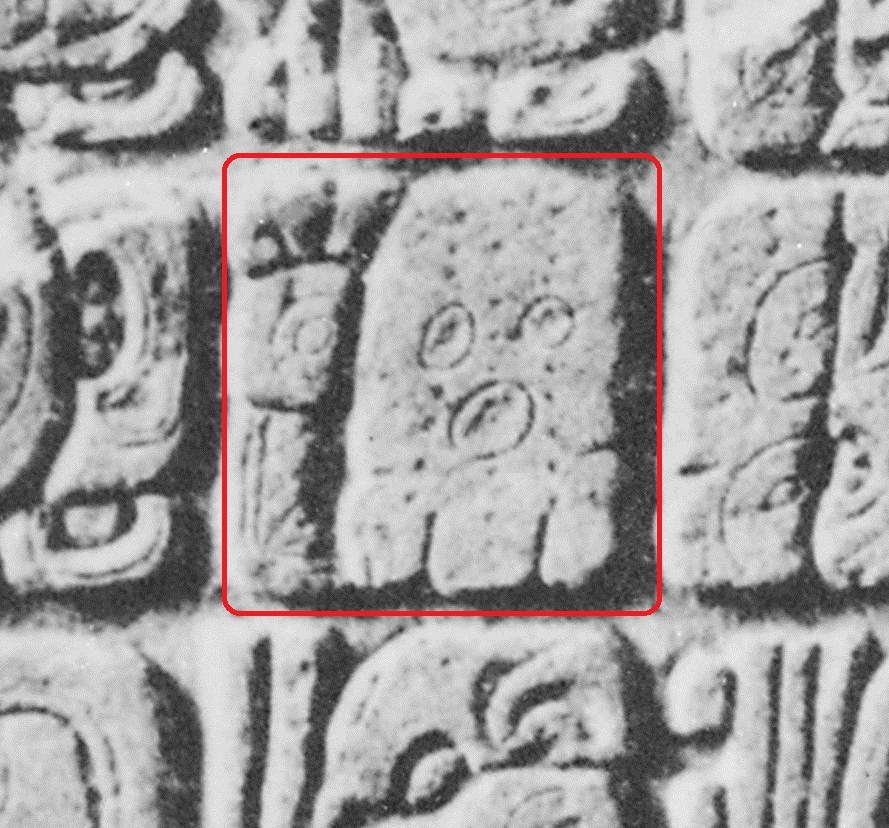
Глиф Чачича в Храме Креста

## Имя
Настоящее имя Чачича неизвестно. Учёные смогли расшифровать только префикс (слева от главного знака), который читается как «Сh'a».
Учёный-майянист Флойд Лоунсбери дал правителю прозвище «Каспер», из-за схожести его именного иероглифа с мультипликационным персонажем Каспером (из одноимённого мультфильма).
Дэвид Келли дал правителю прозвище «11 Кролик», поскольку дата рождения правителя (11 Lamat) совпадает с Днём Кролика.
Дмитрий Беляев предположил, что не расшифрованный главный иероглиф означает иероглиф «кровь», который читается как «Ch'ich». По версии Беляева полное имя правителя звучит как «Чачич («Сh'a» + «Ch'ich»)»

## Чаша Чачича
Чаша Чачича — алебастровая ваза, вероятно использовалась Чачичем как сосуд для питья. На вазе сохранилась надпись: «йук'иб ч'ок ч'a-? к'ухуль Баакуль ахав», что в переводе означает: «Чаша царя Чачича, божественного правителя Баакуля».
Также на вазе изображена голова с бородой. В иконографии майя борода считалась нетипичной варварской чертой, признаком иностранца. Американский эпиграфист Давид Стюарт в одной из своих книг предположил, что на вазе изображён Чачич в пожилом возрасте с бородой. Но его теории противоречит то, что на вазе написано «ч'ок», что означает «молодой». Поэтому более правдоподобной теорией является теория Беляева, что Чачич чужеземного происхождения.
Также на вазе изображён не свойственный для майя головной убор, который напоминает мозаичные шлемы Теотиуакана.

### Комментарии
1. ↑  Эти даты указаны на Мезоамериканском календаре долгого счёта.

## Внешние ссылки
- "Casper II": Complete List of Text References in Who's Who in the Classic Maya World by Peter Mathews Foundation for the Advancement of Mesoamerican Studies, Inc. (FAMSI)
- Талах Виктор. Хроники Баакульских Владык. Архивировано 17 декабря 2010 года.
- Peter Matthews: Who’s who in the Classic Maya World